# Montanaso Lombardo
Montanaso Lombardo (lombardul: Muntanàs) település Olaszországban, Lombardia régióban, Lodi megyében. Lakosainak száma 2239 fő (2023. január 1.). Montanaso Lombardo Galgagnano, Mulazzano, Tavazzano con Villavesco, Boffalora d’Adda és Lodi községekkel határos.

## Népesség
A település lakossága az elmúlt években az alábbi módon változott:
| Lakosok száma | 2282 | 2271 | 2239 |
|               | 2017 | 2018 | 2023 |